# Kramgoa låtar 4
Kramgoa låtar 4 utkom 1977 och är ett studioalbum av det svenska dansbandet Vikingarna. Albumet återutgavs 1996 till CD.

## Låtlista

### Sida 1
1. Hallå (om jag ringer till dig)
2. Röda sandens dal (instrumental)
3. Jackpot (vad mer kan man vinna)
4. San Marino
5. Älskar älskar inte
6. Aldrig mer (Shake a Hand)
7. Den enda i världen (La Piu Bella Del Mondo)
8. Jag längtar hem

### Sida 2
1. Silver Bird
2. Shenandoah (instrumental)
3. Sommaren med Mary
4. Madelene
5. Alla vägar bär till dig (Every Road Leads Back to You)
6. Smile
7. Du tillhör mig (Stand by Your Man)

## Listplaceringar
| Lista (1977) | Topplacering |
| ------------ | ------------ |
| Norge        | 10           |
| Sverige      | 2            |